# 朗布隆省

朗布隆省

朗布隆省（英語：Romblon Province），是一個位於菲律賓中部的省份。首府為朗布隆。

根據地圖顯示方位，其位於菲律賓的中央，向北的位置為馬林杜克省；向西的位置為東民都洛省；向東的位置為馬斯巴特省；向南的位置則是面對阿克蘭省。

## 簡介
- 隸屬地區：民馬羅巴區
- 時區：GMT+8
- 使用語言：英語、他加祿語、Ramblomanon
- 人口：292,781人（2015年）[1]
- 面積：1,533.5平方公里